# O chestiune de onoare
"A Matter of Honor" este un episod din al doilea sezon al serialul științifico-fantastic „Star Trek: Generația următoare”. Scenariul este scris de Burton Armus după o povestire de Wanda M. Haight, Gregory W. Amos și Burton Armus; regizor este Rob Bowman. A avut premiera la 6 februarie 1989.

## Prezentare
Riker este transferat pe o navă klingonian cu ocazia unui program de schimb de experiență între ofițeri ai Federației și cei ai Imperiului Klingonian.

## Vezi și
- 1989 în științifico-fantastic